# ساموئل ویلیامز (دوچرخه‌سوار)
ساموئل ویلیامز (انگلیسی: Samuel Williams؛ زادهٔ ۱۸ مارس ۱۹۹۴) دوچرخه‌سوار اهل بریتانیا است.
از باشگاه‌هایی که در آن بازی کرده‌است می‌توان به تیم دوچرخه‌سواری وان اشاره کرد.